# Fiona Xie
Fiona Xie właśc. Fiona Xie Wanyu (chiń. upr. 谢宛谕; chiń. trad. 謝宛諭; pinyin Xiè Wǎnyù; ur. 24 stycznia 1981) – singapurska aktorka oraz prezenterka telewizyjna. Pracowała w anglojęzycznym Channel 5 oraz chińskojęzycznym Channel 8. 

## Filmografia wybrana
- 2012: Jin Tong Yu Nu
- 2008: Zasada nr 1 (Dai yat gaai)
- 2001: One Leg Kicking